# Sjurygg

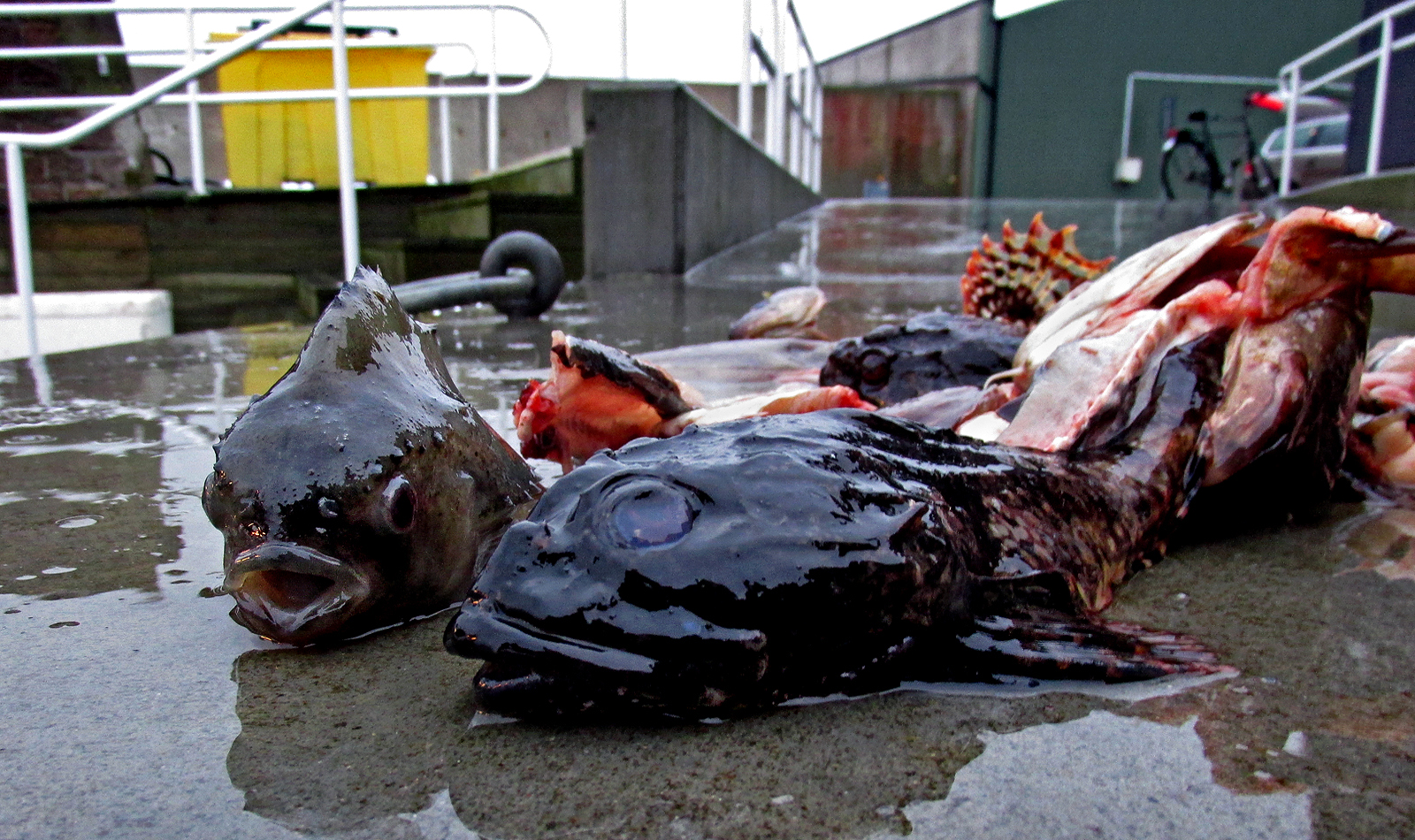
Diverse så kallad skräpfisk. Fisken till vänster är en sjurygg.

Sjurygg (Cyclopterus lumpus) är en fisk i familjen sjuryggsfiskar och enda arten i släktet Cyclopterus. Hanen kallas traditionellt för stenbit; kommersiellt benämns numera även honan – traditionellt kallad kvabbso – stenbit, då dess rom marknadsförs som stenbitsrom.

## Utbredning
Sjuryggen lever i kustnära områden i Atlanten och närliggande innanhav, från Biscayabukten och Atlantkusten norrut, över södra Grönland och runt Island till Vita havet, Hudson Bay och Bottenviken.

## Utseende
Färgen är blågrå på ovansidan och röd eller grön på undersidan. Färgerna hos hanen blir kraftigare under lekperioden med rödaktiga sidor, buk och fenor.
Bukfenorna och bukpartiet mellan dem är omvandlade till en stor sugskiva som främst hanen använder då han vaktar äggen. Hos äldre fiskar täcks ryggfenan av en kraftig hudkam. Honan kan bli 70 cm och väga cirka 7 kg. Hanen kan bli 40 cm och väga cirka 3 kg.

## Ekologi
Sjuryggens ekologi är till stor del okänd. Man tror att den lever pelagiskt på djupt vatten utanför lektiden, men ingenting säkert är känt. Den leker under vinter till vår, då honan lägger upp till 300 000 ägg i högar på bottnen. Äggen, som först är röda men snart byter färg till grönt, vaktas av hanen. De kläcks efter 7–8 veckor. Den huvudsakliga födan består av kräftdjur, maneter och maskar.

## Sjuryggen och människan

### Kommersiellt värde
Sjuryggen fiskas främst för rommen, som saluförs som stenbitsrom. Som matfisk föredras hanen, på grund av dess fastare kött. I Norge används den i kommersiell laxodling eftersom den äter upp laxlus (Lepeophtheirus salmonis)
I det skånska köket är stenbitssoppa en delikatess , vilken är en dyr rätt på restauranger.

### Namn
Traditionellt kallas hanen för stenbit och honan kvabbso. Kommersiellt kallas idag även honan för stenbit då dess rom säljs som stenbitsrom. Lokalt i Bohuslän har honan även kallats rånka.
| Namn    | Namn              | Trakt          | Referens | Anteckning                                                                                 |
| Hane    | Hona              | Trakt          | Referens | Anteckning                                                                                 |
| ------- | ----------------- | -------------- | -------- | ------------------------------------------------------------------------------------------ |
|         |                   |                |          |                                                                                            |
| Stenbit | —                 |                |          | Trots att hanen inte har någon rom kallas i handeln oegentligt honans rom för "stenbitrom" |
| —       | Kvabbaso, kvabbso | Skåne, Halland | [ 13 ]   | Kvabba betyder dallra, här syftande på honans lösa kött. Jämför so = grishona.             |
| —       | Rånka             | Bohuslän       | [ 12 ]   |                                                                                            |

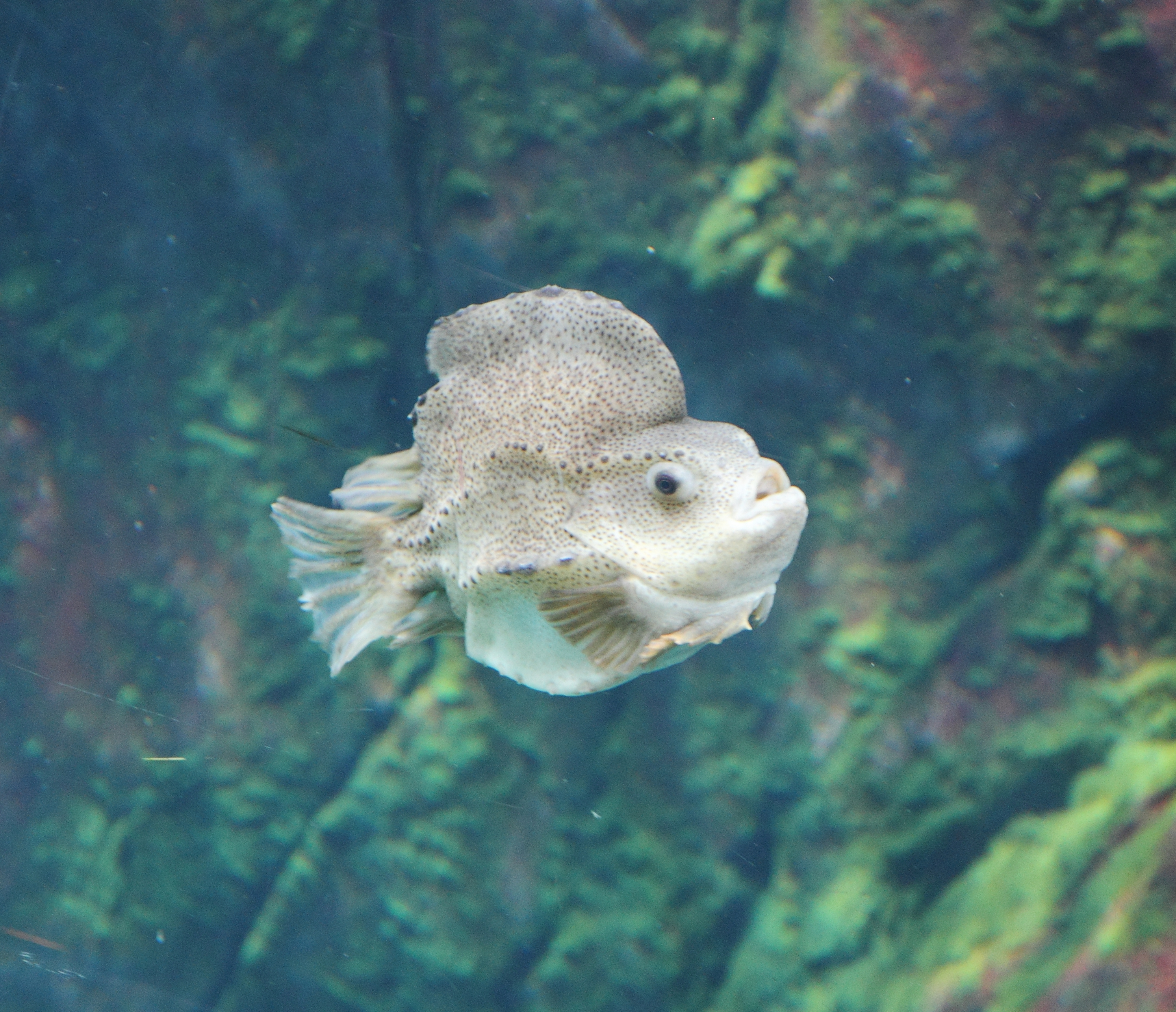
Yngel
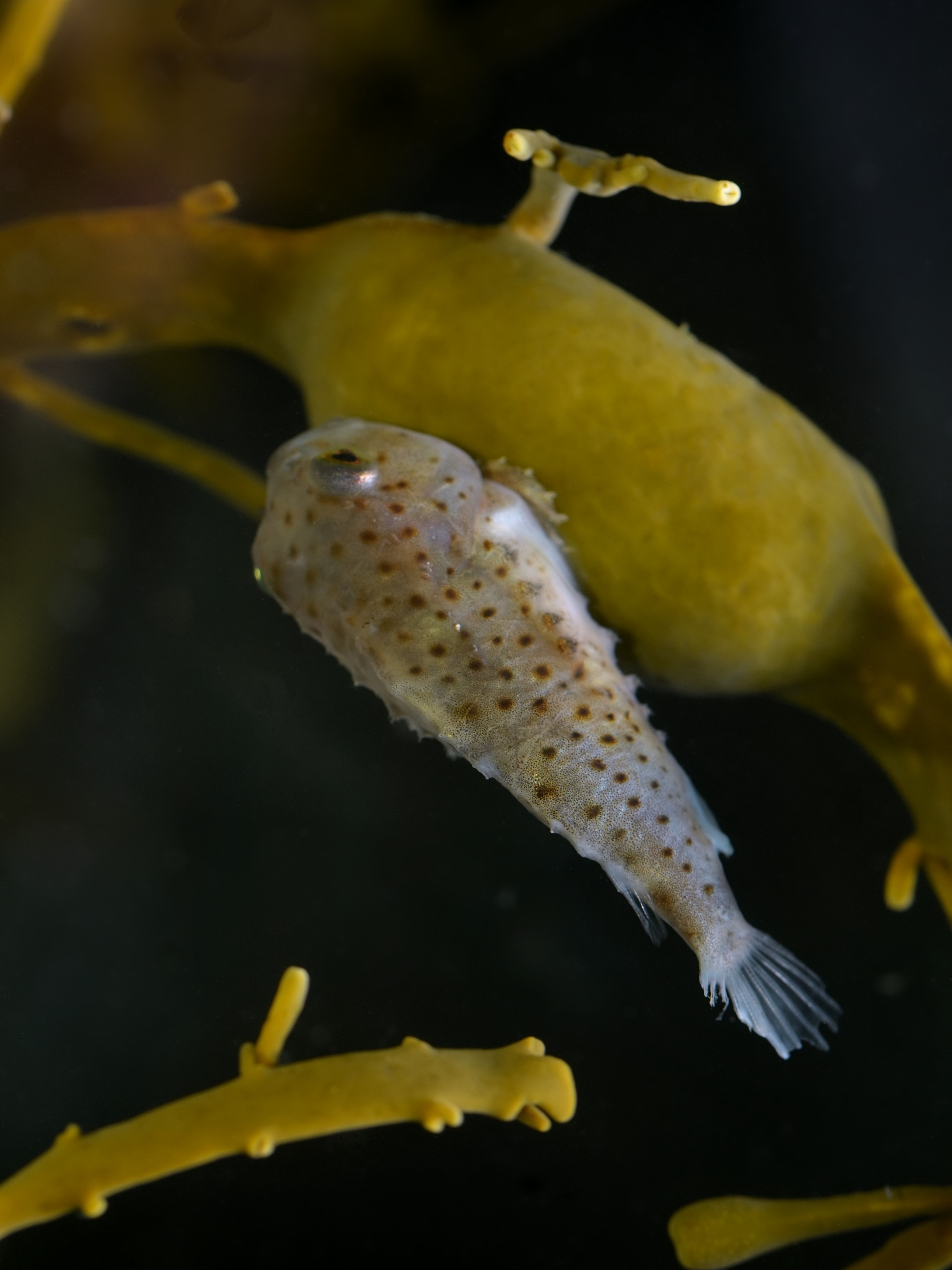
Yngel I bakgrunden en brunalg, Ascophyllum nodosum
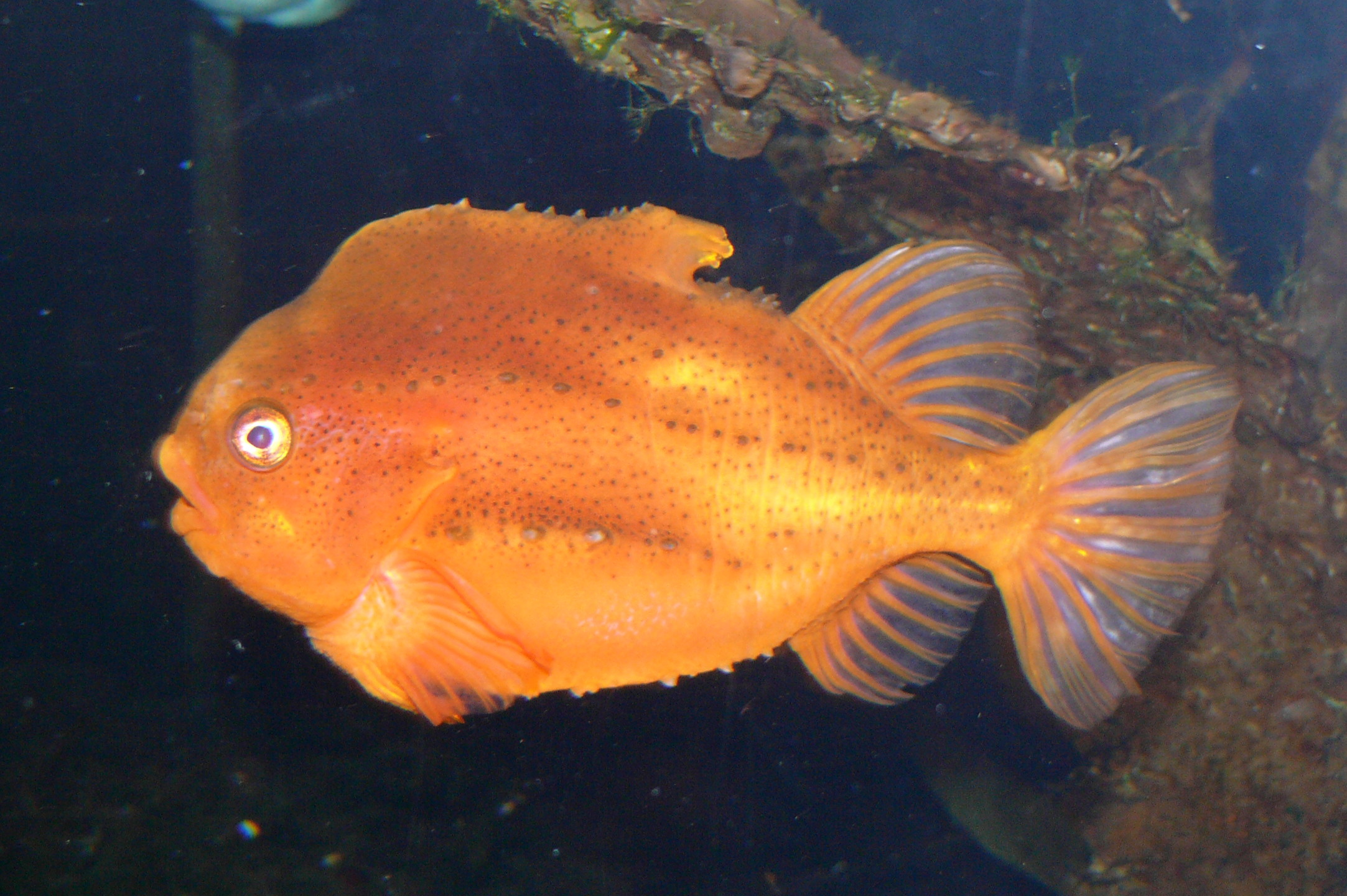
Hane i lekdräkt